# Ammoecius mimus
Ammoecius mimus är en skalbaggsart som beskrevs av Louis Albert Péringuey 1901. Ammoecius mimus ingår i släktet Ammoecius och familjen Aphodiidae. Inga underarter finns listade i Catalogue of Life.